# 克里斯蒂安·查哈里亚斯
克里斯蒂安·查哈里亚斯（Christian Zacharias，1950年4月27日—） ，德国钢琴家，指挥家。

## 生平
1950年生于贾姆谢德布尔，早年在巴黎师从艾琳·斯莱文（Irene Slavin）和弗拉多·佩勒穆特学习钢琴。他分别在1969年的日内瓦国际音乐比赛和1973年的范·克莱本国际钢琴比赛中获得二等奖。查哈里亚斯在1975年于拉威爾比赛中获奖开始国际音乐生涯。
他曾同阿爾班·貝爾格弦樂四重奏團，瓜内利四重奏团，莱比锡弦乐四重奏团，海因里希·席夫，弗兰克·彼得·齐默尔曼演奏过室内乐。他有很多录音作品，较著名的有1979年录制的多梅尼科·斯卡拉蒂的33首奏鸣曲，舒伯特钢琴奏鸣曲全集，莫扎特钢琴协奏曲全集（可在EMI Classics获取）。
查哈里亚斯于1992年开始在日内瓦罗曼瑞士交响乐团（Orchestre de la Suisse Romande）担任指挥。他于2000年随洛杉矶爱乐乐团在美国首次演出。他从2000年开始担任洛桑室内交响乐团的艺术总监。于2002年开始担任哥德堡交响乐团的首席客座指挥，于2009年成为圣保罗室内乐团的艺术合作伙伴。